# Ahmed Ismail El Shamy
Ahmed Ismail El Shamy (n. 21 octombrie 1975, Cairo, Egipt) este un boxer ce a reprezentat Egipt, medaliat olimpic. A participat la o ediție a Jocurilor Olimpice (2004) în care a câștigat o medalie de bronz.

## Participări
Lista de mai jos prezintă principalele competiții la care a participat Ahmed Ismail El Shamy de-a lungul carierei.
- boxing at the 2004 Summer Olympics – light heavyweight[*]